# Pseudabutilon cymosum
Pseudabutilon cymosum là một loài thực vật có hoa trong họ Cẩm quỳ. Loài này được (Triana & Planch.) Fryxell miêu tả khoa học đầu tiên năm 1997.